# St. Georgen bei Obernberg am Inn
St. Georgen bei Obernberg am Inn, Sankt Georgen bei Obernberg am Inn – gmina w Austrii, w kraju związkowym Górna Austria, w powiecie Ried im Innkreis. Według Austriackiego Urzędu Statystycznego liczyła 553 mieszkańców (1 stycznia 2015).